# Сементовский-Курилло, Дмитрий Константинович
Дмитрий Константинович Сементовский-Курилло (16 сентября 1859, Санкт-Петербург — 13 января 1911, София) — действительный статский советник, российский дипломат, вице-директор и директор Азиатского (первого) департамента МИД, чрезвычайный посланник и полномочный министр России в Болгарии.

## Биография
Родился в Полтаве 16 сентября 1859 года, поданным метрического свидетельств Петербургской духовной консистории за № 2313: «от Константина Максимовича Сементовского-Курило и законной его жены Анны». В 1864 году, 25 июля, детей коллежского советника Константина Сементовского-Курило; Николая, Митрофана, Дмитрия и Варвару включили в род Сементовских-Курило и внесли в 3-ю часть дворянской родословной книги.
С 1874 по 1880 годы учился в Александровском лицее, который окончил с серебряной медалью в 1880 году. С 17 мая 1880 года был на государственной службе в Министерстве иностранных дел Российской империи, с чином девятого класса; вместе с ним были приняты Н. Врангель и В. Малич.
С 1882 по 1899 годы — делопроизводитель в Азиатском департаменте; в 1888 году — надворный советник, с 1893 — коллежский советник, с 1895 года — статский советник. С 1898 года — чиновник особых поручений 5-го класса при Министре иностранных дел.
В 1900—1906 годах — вице-директор Первого (Азиатского) департамента МИД; с 1 апреля 1901 года — действительный статский советник. В 1906 году был назначен директором Первого (Азиатского) департамента. Проживал в Санкт-Петербурге в собственном доме на Каменном острове.
В 1907 году правительство П. А. Столыпина решило принять меры к улучшению русско-болгарских отношений и 24 марта 1907 года посланником России в Болгарии, дипломатическим агентом со званием чрезвычайного и полномочного министра был назначен Д. К. Сементовский-Курило. В июле 1907 года он прибыл в Софию в качестве нового русского посланника, сменив предыдущего посланника России, Андрея Николаевича Щеглова.
В 1907 году был удостоен придворного звания «в должности гофмейстера».
Умер в Софии 13 января 1911 года. На уровне Высочайшего Двора и МИД России, было принято решение, согласованное с женой Сементовского, о захоронении его в России.

## Оценки деятельности
Д. К. Сементовский-Курилло — это был один из наших самых способных дипломатов, к сожалению, рано умерший.— Соловьёв Юрий Яковлевич (1871—1934), российский и советский дипломат

Историческая наука все ещё по-настоящему не оценила вклад Д. К. Сементовского-Курилло в развитие болгаро-русских отношений— Пётр Куцаров, политический советник посольства Республики Болгарии в России. 1998 год
За своё короткое пребывание в Софии ему пришлось пережить несколько решительных моментов. Турецкая революция, объявление полной независимости Болгарии, провозглашение Болгарии царством, принятие князем Фердинандом царского титула, поездка князя-царя болгарского в Россию, объединение болгарской железнодорожной сети, выкуп присоединённой части при помощи России — во всем этом покойный принимал прямое участие. Он потратил немало усилий для поддержания мирных отношений между Болгарией и Турцией. Его заслуги в этой области будут оценены впоследствии.

## Дипломатия по болгарскому вопросу
- Как видно из посылаемых Ламздорфом указаний, политика России по вопросу болгарской независимости во время его руководства МИД была нацелена на поддержание status quo и нашла выражение в следующем: сдерживать стремление молодого Болгарского государства, открыто не противиться стремлению к независимости и искать возможности использовать национальную идею болгар в интересах России. После любой информации о намерениях болгарского князя следовали инструкции и указаниям центра императорскому представителю в Софии.
- Д. К. Сементовский-Курилло предлагал изменить политику России в отношении Болгарии, поддержать её борьбу за провозглашение независимого королевства и тем самым «завершить великое дело освобождения однокровной и единоверной страны, на которое уже положено столько жертв и усилий».
- В своём донесении министру иностранных дел А. П. Извольскому от 20 февраля 1907 года по поводу 30-летия Сан-Стефанского договора Сементовский-Курилло писал: «Не надо слишком глубоко заглядывать в народную душу, чтобы сразу же убедиться самым непреклонным образом в том, что в ряду наиболее дорогих национальных идеалов первым является у болгарина воссоздание его отечества в пределах, начертанных 19 февраля 1878 года».
- В 1907 году в докладе министру А. П. Извольскому Сементовский-Курилло предложил программу развития отношений между двумя странами. Предложил использовать «созданный в стране культ Царя-освободителя», так как связанные с войной 1877—1878 годов воспоминания «бескорыстного подвига России составляет ту живую связь между освободителями и освобожденными, которую не могли разрушить ни козни врагов, ни заблуждения болгарских правителей, ни сквернословные расчеты политических деятелей». Считал, что России пора воспользоваться своим положением на Балканском полуострове и результатами многочисленных войн с Турецкой империей за освобождение славян.
- В 1907 году Сементовский-Курилло писал: «С этой точки зрения особого внимания, без сомнения, заслуживает Болгария, которая своим успехом едва ли не превзошла все ожидания и которая по силе внутреннего своего импульса, конечно, стоит выше своих соседей. Таково общее впечатление, и особенно ярко оно оказалось у ветеранов освободительной войны, прибывших на торжества в Болгарию, и для которых картина, представшая перед их глазами, явилась откровением». 
Император одобрил предложенную им программу развития болгарско-русского сотрудничества.
- В 1907 году Сементовский-Курилло написал свои заметки о личности князя Фердинанда: «…я не мог на первых же порах моей новой деятельности не заметить, что вопрос о провозглашении Болгарии Королевством не покидает ума Князя Фердинанда и что, по-видимому, в последнее время мысль эта не без некоторой настоятельности ставилась на очередь. Если судить о характере здешнего Правителя по всем тем разнообразным отзывам, которые я тщательно стараюсь собирать со времени моего приезда сюда, следует признать, что Ему трудно считать себя удовлетворенным достигнутыми результатами и Он едва ли сколько-нибудь успокоится ранее, чем добьется столь желанной самостоятельности и не возложит на себя Королевской короны».
- По мнению Сементовского-Курилло, «самоопределение Болгарии в этнографическом отношении составляет для них первейшую задачу, и, доколе она не достигнута, о Королевстве не следует и думать, так как объявление независимости если, быть может, и не помешает этому самоопределению с принципиальной точки зрения, то, во всяком случае, способно затормозить его движение».
- 4 августа 1907 года дипломатическому представителю России в Болгарии было направлено письмо министра, одобренное императором: «Для России возникновение осложнений на Балканском полуострове было бы крайне несвоевременно. При всем сочувствии к Болгарии и её стремлению к независимости мы не можем одобрить слишком поспешных с её стороны решений, тем более что, по крайнему нашему разумению, её дальнейшее развитие и процветание стоят в тесной связи с судьбами Македонии».
- 3 октября 1907 года Сементовский-Курилло предложил перейти к решительным действиям, в своём донесении он писал: «Если считать Болгарию фактором, который с выгодой для наших интересов может быть использован при разрешении предстоящих на Балканском полуострове задач, то может быть правильнее прочно закрепить его за нами, предупредив тем возможность выхода его из нашей орбиты или хотя бы частичного от неё отклонения, что при известных обстоятельствах может сказаться в равной степени для нас невыгодным». Ему была послана секретная телеграмма-инструкция, одобренная императором, в которой, в частности, говорилось, что «мысль о провозглашении Королевства не могла встретить нашего сочувствия. Общая политическая обстановка не дает уверенности в том, что такой акт мог бы быть совершен без потрясения».
- 21 января 1908 года на совершенно секретном совещании семи важнейших министров правительства России, министр иностранных дел А. П. Извольский, докладывал: «Исторические задачи России на Турецком Востоке, и традиции нашего прошлого поставят её, в случае таких осложнений, в особенно затруднительное положение. Оставаясь безучастной к ним, она рискует разом потерять плоды вековых усилий, утратить роль Великой Державы и занять положение государства второстепенного значения, голос которого не слышен».
- В 1908 году Сементовский-Курилло информировал МИД о том, что в силу обстоятельств вопрос об объявлении самостоятельности Болгарии становится не только первоочередным, но и требующим быстрого решения. При этом он даже указал почти точную дату возможного провозглашения независимости страны.
- 16 сентября 1908 года Сементовский-Курилло докладывал: «Мне сдается, однако, что мы стоим лицом к лицу с определённо принятыми решениями и что дело идет все о той же самостоятельности, мысль о коей сквозит всюду. Ввиду изложенного, я готов верить дошедшим до меня слухам, что объявление самостоятельности состоится на днях, что в предвидении сего Правительством приняты меры к немедленному созыву ещё 40 000 запасных и что одновременно в столицу вызваны все депутаты, которых торжественно просить будут высказаться в желанном смысле и после того повергнуть это выражение народной воли к стопам Князя».
- 5 октября 1908 года состоялось провозглашение Болгарии независимым царством. Это событие происходило в Великом Тырнове, древней столице болгар.
- В 1908—1909 годах Сементовский-Курилло стремился склонить правительство независимой Болгарии «взглянуть на дело шире и осознать существенную для балканских государств необходимость сплотиться, чтобы дружными усилиями дать отпор надвигающейся с севера опасности».
- 1908—1911 годы — «Большую роль в улаживании Сербо-болгарских споров сыграла русская дипломатия в лице посланников в Белграде, Гартвига и в Софии, Сементовского-Курилло». [Русская армия в Великой войне: Военно-Исторический сборник. Выпуск 2. 1919 год. Военные соглашения России с иностранными государствами до войны.]
- В 1912 году между Белградом и Софией был заключен союз.

## Награды
российские
- Орден Святого Станислава 1-й степени (1905)
- Орден Святого Владимира 3-й степени (1898)
- Орден Святой Анны 2-й степени (1892)
- медаль «В память царствования императора Александра III»
- Высочайшая благодарность (1905)

иностранные
- Орден Святого Александра 4 степени (Болгария, 1883)
- Орден Князя Даниила I 3 степени (Черногория, 1886)
- Орден Восходящего солнца 3 степени (Япония, 1888)
- Офицер Ордена Спасителя (Греция, 1889)
- Орден Святого Саввы 3 степени (Сербия, 1893)
- Орден Меджидие 2 степени (Османская империя, 1895)
- Командор орден Звезды Румынии (1895)
- Орден Такова 2 степени (Сербия, 1896)
- Офицер Ордена Почётного легиона (Франция, 1897)
- Великий офицер Ордена Короны Румынии (1898)
- Орден Османие 2 степени (Османская империя, 1900)
- Орден Благородной Бухары 1 степени (Бухарский эмират, 1902)
- Орден «За гражданские заслуги» с бриллиантами (Болгария, 1902)
- Орден Священного сокровища 1 класса (Япония, 1902)
- Великий офицер Ордена Короны Италии (1902)
- Орден Короны 2 степени со звездой (Пруссия, 1903)
- Орден Льва и Солнца 1 степени (Персия, 1903)
- Орден Короны Бухары (Бухарский эмират, 1906)
- Орден Франца Иосифа 1 степени (Австро-Венгрия, 1906).

## Семья
Отец — Константин Максимович Сементовский-Курилло (ум. 20.09.1902), действительный статский советник, писатель, этнограф, производитель дел в Комиссии прошений в канцелярии статс-секретаря Его Величества.
Мать — Сементовская-Курилло Анна Ильинична (ок. 1835 — 20.09.1900), урождённая Алфераки, русская гречанка.
Брат — Митрофан Константинович Сементовский-Курилло, отставной подполковник, петербургский домовладелец, с 1884 года по 1895 — владелец в Петербурге «Большой Северной гостиницы», на Невском проспекте; с 1 января 1910 года — владелец ресторана «Донон».
Жена (первый брак с 1897 года /ориентировочно/) — Сементовская-Курилло Мария Порфирьевна, урождённая Веретенникова. (?—1924, Висбаден), домовладелица, для неё брак с Сементовским-Курилло Д. К. был третьим. Современниками Мария Порфирьевна упоминается как женщина с удивительно некрасивым лицом, но прекрасного сложения, благодаря чему стала вначале Савельской, затем Шиловской (женой известного актёра Константина Степановича Шиловского). После смерти Д. К. Курилло-Сементовского похитила у Марии Константиновны Шиловского её второго мужа, Остроградского. Её брат-Веретенников Александр Порфирьевич, сотрудник Министерства иностранных дел, первого департамента, в отсутствие сестры в России, управлял её домавладением.
Жена (второй брак с 1903 года /ориентировочно/) — Сементовская-Курилло Ольга Николаевна, урождённая Шелькинг (1858 — январь 1942, Ленинград, бульвар Профсоюзов, д. 13, кв. 3.), домовладелица, для неё брак с Сементовским-Курилло Д. К. был вторым. Сементовская-Курилло О. Н. — попечительница «Трудового дома комитета», член по назначению «Петроградского Особого Комитета Е. И. В. Великой княжны Ольги Николаевны по оказанию благотворительной помощи семьям лиц, призванных на войну» (1914—1917). Её брат — барон фон Шелькинг Николай Николаевич (1868—?), Управляющий канцелярией главного управления неокладных сборов и казённой продажи питей; Сибирский торговый банк. Являлся действительным статским советником (с 1907), камергером (с 13.04.1908), секретарём председателя совета министров Горемыкина. Её второй брат Шелькинг Евгений Николаевич — бывший в дипломатии секретарём в берлинском посольстве, а потом в Гааге, уволен, занимался публицистической деятельностью.
- сын — Сементовский-Курилло, Константин Дмитриевич (1904, Санкт-Петербург — декабрь 1941, Ленинград, бульвар Профсоюзов, д. 13, кв. 3).